# Византијско-нормански ратови
Бројни ратови који су се водили између Нормана са једне стране и Византијског царства са друге стране чине низ сукоба који су се одиграли у периоду 0д 1040. до 1185. године када је последња инвазија Нормана на Византијско царство доживела свој неуспех. На крају сукоба, ни Нормани ни Византијци нису се могли похвалити великом снагом; до средине 13. века, свеобухватне борбе са другим силама ослабиле су обе стране, што је довело до тога да је Византија изгубила Малу Азију од Отоманског царства у 14. веку, а Нормани су изгубили Сицилију до Хоенштауфена, коју су након њих наследили Анжујци.

## Норманско освајање јужне Сицилије
Нормани су долазили из војводства Нормандије смештеног у Западној Француској, које је 911. године добио Викинг Роло на основу Уговора Света-Клара-сур-Епте од стране француског краља Шарла Простог. Нормани и њихова нова земља носили су име њихових "Северних" саплеменика са обала Ламанша. Током времена када су Нормани освојили јужну Италију, Византијско царство је било у стању унутрашњег пропадања; администрација царства је била уништена, ефикасне владине институције које су Василију II обезбедиле четврт милиона војника и адекватне ресурсе порезом, пропале су у року од три деценије. Покушаји Исака I Комнина и Романа IV Диогена да се преокрене ситуације показали су се безуспешним. Превремена смрт првог и рушење другог са власти довели су до даљег колапса, пошто су Нормани консолидовали своје освајање Сицилије и Италије.
Ређо Калабрију, престоницу тагме Калабрије, заузео је Роберт Гвискар 1060. У то време, Византијанци су држали неколико приморских градова у Апулији, укључујући и главни град катепанета Италије, Бари. Отранто је био опкољен и пао је у октобру 1068; исте године, Нормани су опколили Бари и, након што су победили Византијце у низу битака у Апулији, каснији покушај пружања помоћи опкољенима је пропао, па се град предао априла 1071. године, окончавајући на тај начин византијско присуство у јужној Италији.

## Прва Норманска инвазија на Балкан (1081—1085)
Након успешног освајања јужне Италије, Нормани нису видели никаквог разлога за заустављање; Византија се и даље распадала и изгледала је повољно за освајање. Када је Алексије I Комнин дошао на престио Византије, у својим рананим и хитним реформама, истакао је захтев за узимање црквеног новца – што је раније био незамислив потез – а што се показало премалим да би се зауставили Нормани.
Предвођени окрутним Робертом Гвискаром и његовим сином Боемундом, нормани су заузели Драч и Крф и опколилли ларису у Тесалији (погледати битку код Драча). Алексије је претрпео неколико пораза пре него што је успео да покрене против удар и однесе победу. Ово је умногоме осигурао подмићивањем немачког краља Хајнриха IV са 360.000 златних дуката како би овај заузврат напао Нормане у Италији, због чега су Нормани били приморани да сконцентришу своје снаге за одбрану код сопствене куће 1083-1084. год. Он је такође обезбедио савез са Хенријем, грофом Монте од Св'Анђела, који је контролисао полуострво Гаргано (полуострво Апулија) коме је оно било дато у закуп за време владавине Алексеја. Норманска опасност се за тада завршила са смрћу Роберта Гвискара 1085. год. истовремено са византијском победом, а кључна венецијанска помоћ омогућила је византијанцима да поврате Балкан.

## Побуна Антиохије (1104—1140)
Након првог крсташког рата, велики број Нормана се природно придружио ономе за шта се чинило да је велика експедиција у непознато, где су земља и плен били обилни. Током овог периода, Византијци су могли у одређеној мери да искористе агресивне Нормане да поразе Турке Сеџуке у бројним биткама, а многи градови су захваујуци овоме пали. Међутим, када је Антиохија пала, Нормани су одбили да је предају, иако је временом успостављена византијска доминација. Са смрћу Јована II Комнина, Норманска Кнежевина Антиохија поново се побунила, након чега је напала Кипар и нападала Киликију, која се такође побунила. Брзи и енергични одговор Манојла Комнина допуштао је византијанцима да издејствују још повољнији modus vivendi са Антиохијом (1145. Која је била присиљена да обезбеди Византију контингентом трупа и допусти византијски гарнизон у граду). Међутим, граду су дате гаранције да ће бити заштићен од турских напада, а Нур ад-Дин Зангиа се уздржао од напада на северне делове крсташких држава захваљујући том договору.

## Друга Норманска инвазија на Балкан (1147—1149)
Године 1147, Византијско царство се под Манојлом I Комнинома суочило се са ратом који је повео Руђер II од Сицилије, чија је флота је заузела византијско острво Крф и почела да пљачка Тебу и Коринт. Међутим, упркос томе што је био ометен нападом Кумана на Балкану, Манојло је 1148. године ушао у савез са Конрадом III од Немачке као и у савез са Венецијанцима, помоћу којих је победио врло брзо Руђера својом моћном флотом. Године 1148, политичка ситуација на Балкану је била подељена на два фронта, један је чинио савез Византијаца и Венеције, а други су чинили Нормани и Мађари. Нормани су били сигурни у постојећу опасност од пребацивања бојног поља са Балкана на њихове поседе у Италији. Срби, Мађари и Нормани су разменили изасланике, јер је Нормана било у интересу да зауставе Манојлове планове за поновно враћање Италије у византијсе руке. Око 1149. Манојло је повратио Крф и припремио се за офанзиву против Нормана, док је Руђер II послао Георгија од Антиохије са флотом од 40 бродова како би пљачкао Цариградско предграђе. Манојло се већ тада сложио са Конрадом око заједничке инвазији и поделе јужне Италије и Сицилије. Обнова савеза са Немачком остала је главна оријентација Манојлове спољне политике до краја његовог владања, упркос постепеном размимоилажењу интереса између два царства након Конрадове смрти. Међутим, док је Манојло у Валони планирао офанзиву преко Јадрана, Срби су се опирали, представљајући тиме опасност за византинске јадранске базе.
Смрт Руђера у фебруару 1154, кога је наследио Вилијам I, што је у комбинацији са распрострањеним побунама против владавине новог краља на Сицилији и Апулији, као и присуство апулијских избеглица на византијском двору уз неуспех Фридриха Барбаросе (Конрадовог наследника) да се суочи са Норманима подстакли су Манојла да искористи предности многобројних нестабилности које су тада постојале на Апенинском полуострву. Он је послао Михајла Плеиолога и Јована Дуку, који су носили висок царски чин севаста, заједно са византијским трупама, и 10 византијских бродова као и великим количинама злата да нападну Апулију (1155). Два генерала су послата да договоре подршку Фридриха Барбаросе, пошто је он био непријатељски расположен према Норманима на Сицилији и налазио се јужно од Алпа у то време, али је он то ипак одбио зато што је његова деморализована војска чезнула да се врати северно од Алпа што пре то буде било могуће. Упркос томе, уз помоћ незадовољних локалних барона укључујући грофа Роберта Лоритела, Манојлова експедиција је остварила запањујуће брзо напредовање док је читава јужна Италија устала у побуну против сицилијанске круне и неискусног Виљема I. Затим је уследио низ спектакуларних успеха, утврђења покорена или силом или помоћу сјаја византијских златника.
Вилијам и његова војска су пристигавши на полуострво и уништили грчку флоту (4 брода) као и војску у Бриндизију 28. маја 1156. године и повратили Бари. Адријан је 18. јуна 1156. године пристао на услове у Беневенту где су он и Вилиам потписали Уговор о Беневенту, заборавивши на побуњенике и потврдивши признање Вилиама за краља. Током лета 1157. послао је флоту од 164 бродова са 10.000 људи како би похарали Еубеју и Алмиру. Године 1158. Вилијам је коначно склопио мир са Грцима.

## Трећа Норманска инвазија на Балкан (1185—1186)
Иако су задње инвазије и последњи конфликт великих размера између две силе трајали мање од две године, трећа Норманска инвазија је још ближе успела примакне нормане самом Цариграду. Некомпетентна владавина Андроника Комнина дозволила је Норманимаа да се неопажено упуте према византијској престоници, дозволивши им да Солун дивљачки опустоше (мрачан предзнак о томе са чим ће се Цариград сусрести за 20 година). Настала паника, је међутим, омогућила Исаку Анђелу да преузме престо и, да након што је победио свог самоувереног противника, успе да се окрене нападачима које одбацио назад на Сицилију, изузев у округу палатине Кефалоније и Закинтоса, који је остао у рукама Норманског адмирала Маргарита.

## Последице
Доживевши неуспехе приликом својих покушаја да заузму Балкан, Нормани су своју пажњу усмерили на дешавања у Европи. Византијци у међувремену нису имали или воље или ресурса за било коју даљу инвазију на италију још од доба владавине Манојла Комнина. После треће инвазије, опстанак Царства постао је важније питање за византију него сама провинција на другој страни Јадранског мора. Норманску династију је затим наследила 1194. Династија Хоенштауфен, коју су 1266. Касније заменили Анжујци. Низ каснијих сицилијански владара је на крају наставило Норманску политику доминације над пост-византијским државама у Јонском мору и Грчкој, покушавајући да увере друге у своје право на сизеренство над Крфом, који су коначно освојили 1260. године, окруживши палатин Кефалоније и Закинтоса, деспотата Епира и других територије.